# Юлдошев, Иброхимхалил Хабибулла огли
Иброхимхалил Хабибулла огли Юлдошев (род. 14 февраля 2001, Янгиер, Сырдарьинская область) — узбекский футболист, защитник клуба «Нефтчи (Фергана)».

## Биография
Обучался в академии ташкентского «Пахтакора». В 2019 году был приглашён в основной состав, стал чемпионом Узбекистана, но провёл только один матч.
В 2020 году ушёл в аренду в «Бунёдкор», где провёл один сезон, сыграв 21 матч и забив 1 гол.
В 2021 году вернулся из аренды в «Пахтакор», где провёл 12 матчей, забил 2 гола и стал обладателем Суперкубка Узбекистана
26 августа 2021 года подписал контракт с российским клубом «Нижний Новгород», вышедшим в РПЛ, уже на следующий день сыграл в основном составе против «Химок». В 2024 году Юлдошев перешёл в казахстанский Кайрат.

## Достижения
«Пахтакор»
- Чемпион Узбекистана: 2019
- Обладатель Суперкубка Узбекистана: 2021

«Кайрат»
- Чемпион Казахстана: 2024